# Бранли, Эдуард
Эдуа́рд Бранли́ (фр. Édouard Eugène Désiré Branly; 23 октября 1844 — 24 марта 1940) — французский изобретатель, физик и инженер. Один из изобретателей радио, первым использовавший этот термин.
Родился в Амьене. Окончил Высшую нормальную школу (1868). С 1873 года доктор философии, с 1882 года — доктор медицины. С 1875 по 1897 года профессор физики, c 1897 по 1916 год — профессор медицины в Католическом университете (Париж). Член Французской академии наук (1911).
Занимался различными опытами в области электротехники. Одним из его изобретений явилось создание прибора для регистрации электромагнитных волн — «радиокондуктора», как называл его Бранли. Работы были начаты в 1890 году, результаты исследований опубликованы в 1891 году. Прибор, получивший позднее название когерер, или «трубка Бранли», представлял собой стеклянную или эбонитовую трубку с металлическими опилками, которые могли резко и намного, в несколько сот раз, увеличивать свою электропроводность от высокочастотного электрического воздействия, например от разряда электрофорной машины. Для приведения трубки Бранли в первоначальное состояние для возможности обнаружения очередного воздействия её нужно было встряхнуть, чтобы нарушить контакт между опилками. Трубку Бранли усовершенствовали и использовали в экспериментах по регистрации электромагнитных волн (а затем и в аппаратуре беспроводной связи) Лодж, Попов, Маркони и другие пионеры радио.
Через год после смерти Бранли его именем была названа длинная набережная Сены поблизости от Эйфелевой башни.